# داود خان باني
داود خان باني (؟ - 6 سبتمبر 1715) أو ببساطة كما كان داود خان قائدًا مغوليًا هنديًا مسلمًا، حاكم نواب كارناتيك ولاحقًا نواب كورنول .  هو لم يكن من العائله الحاكمه لنواب كرناتيك ولكنه كان ينتمي إلى قبيلة باثان باني الهندية التي استقرت في راجاستان وكان مسلمًا هنديًا عرقيًا مثل السادة الهنود وشيخزادا، بينما ولد في بيجابور ، كارناتاكا .  

## حياة
في عام 1703، تم تعيين داود خان حاكم لمملكة نواب كرناتيك . عينه الإمبراطور أورنجزيب قائدًا بارزًا لجيش المغول عام 1701،
أقام القائد داود خان قواعده في نواب كرناتيك وغالبًا ما تلقى المساعدة من آساف جاه الأول فوجدار كارناتيك وتالكوتا . خلال فترة عمله، قام بزيارات متكررة إلى سانثوم وحاول تطويرها. ولكن بسبب جهود توماس بيت ، الذي يعتبر حاكم شركة الهند الشرقية البريطانية آنذاك، اضطر القائد داود خان باني إلى تأجيل جميع خططه.
مثل ذو الفخار علي خان، تمتع داود خان أيضًا بثقة الإمبراطور أورنكازيب وكان يسيطر على جميع الأراضي الواقعة جنوب نهر كريشنا . وفي إحدى زياراته إلى حصن سانت جورج ( تشيناي الآن)، امتلأت الشوارع بالجنود. كان خط الجنود من بوابة سانت ثوم حتى الحصن وكان وسط الحصن الداخلي محتلاً بفرق القطارات . قاده الحاكم توماس بيت إلى الحصن وحمله إلى مسكنه. كان هذا هو الاحترام الذي حظي به لدى شركة الهند الشرقية.

## الصراعات مع شركة الهند الشرقية البريطانية
ربما يعتقد ذلك في عام 1702 أن الإمبراطور المغولي أورنجزيب أمر داود خان سوبيدار المحلي (ملازم) لإمبراطورية المغول بمحاصرة وحصار حصن سانت جورج لأكثر من ثلاثة أشهر، تلقى حاكم الحصن توماس بيت تعليمات من قبل شركة الهند الشرقية البريطانية تتنافس من أجل السلام. </link>
بدأ توماس بيت في حماية حصون شركة الهند الشرقية البريطانية عن طريق رفع أفواج من جنود السيبوي المحليين عن طريق تعيين أفراد من طبقات المحاربين الهندوس ، وقام بتسليحهم بأحدث الأسلحة ووضعهم تحت قيادة الضباط البريطانيين لإنقاذ مدراس ، قاعدة عملياته من المزيد التحرش المغولي .
في 5 أكتوبر 1708، أصدر داود خان فرمانًا يمنح شركة الهند الشرقية الإنجليزية والقرى الخمس تيروفوتيور ونونغامباكام وفيساربادي وكاثيوكام وساتانغادو غرب تيروفوتيو .
في عام 1710، تم استدعاء داود خان إلى دلهي للقيام بمزيد من العمل المسؤول كقائد أعلى للجيش المغولي. تم تعيينه نائبًا للملك على ديكان .

## الوفاه
في 6 سبتمبر 1715، كان السيد حسين علي خان برها ينتظر اللقاء مع داود خان. وللأسف قُتل داود خان برصاصة طائشة في هذه المعركة ومات. وكان ينتصر في المعركة حتى مات. أدت وفاته إلى هزيمة جيشه في المعركة القريبة برهانبور .

## أفيال الحرب
في عام 1703، أنفق القائد المغولي في كورومانديل ، داود خان باني، 10500 قطعة نقدية لشراء 30 إلى 50 فيلًا حربيًا من سيلان . تم الاعتراف بهذه المشتريات من قبل Vimaladharmasurya II of Kandy .

## أنظر أيضا
- الإمبراطورية المغولية
- أورنجزيب
- نواب أركوت